# 丐
【丐】 — китайський ієрогліф.  Дуже рідко використовується на письмі в японській мові..

## Значення
1. прохати, бажати, благати.
2. брати.
3. надавати.
4. жебрак, прохач.

Ключ: 1 (一 + 3);  Кількість рисок: 4.
Введення ієрогліфа методом цанзє: 一卜女尸 (MYVS); Введення ієрогліфа чотирикутним методом: 10207. .

## Прочитання
| Китайська         |                   |                   |                   |                 |                 |
| Мандаринська мова | Мандаринська мова | Мандаринська мова | Мандаринська мова | Кантонська мова | Кантонська мова |
| чжуїнь            | піньїнь           | Вейд-Джайлз       | кирилиця          | ютпхін          | Єль             |
| ㄍㄞˋ             | gài (gai4)        | kai4              | гай               | koi3            | koi3            |

| Корейська |         |               |              |         |          |
|           | хангиль | стара латинка | нова латинка | Єль     | кирилиця |
| Звук:     | 갈 개   | kal kae       | gal gae      | kal kay | каль ке  |
| Назва:    | 빌다    | pilda         | bilda        | pilta   | пільта   |

| Японська |      |         |          |
|          | кана | латинка | кирилиця |
| Он:      | かい | kai     | кай      |
| Кун:     | こう | kou     | коу      |
| Ім'я:    | —    | —       | —        |